# Lee-Anne Liebenberg

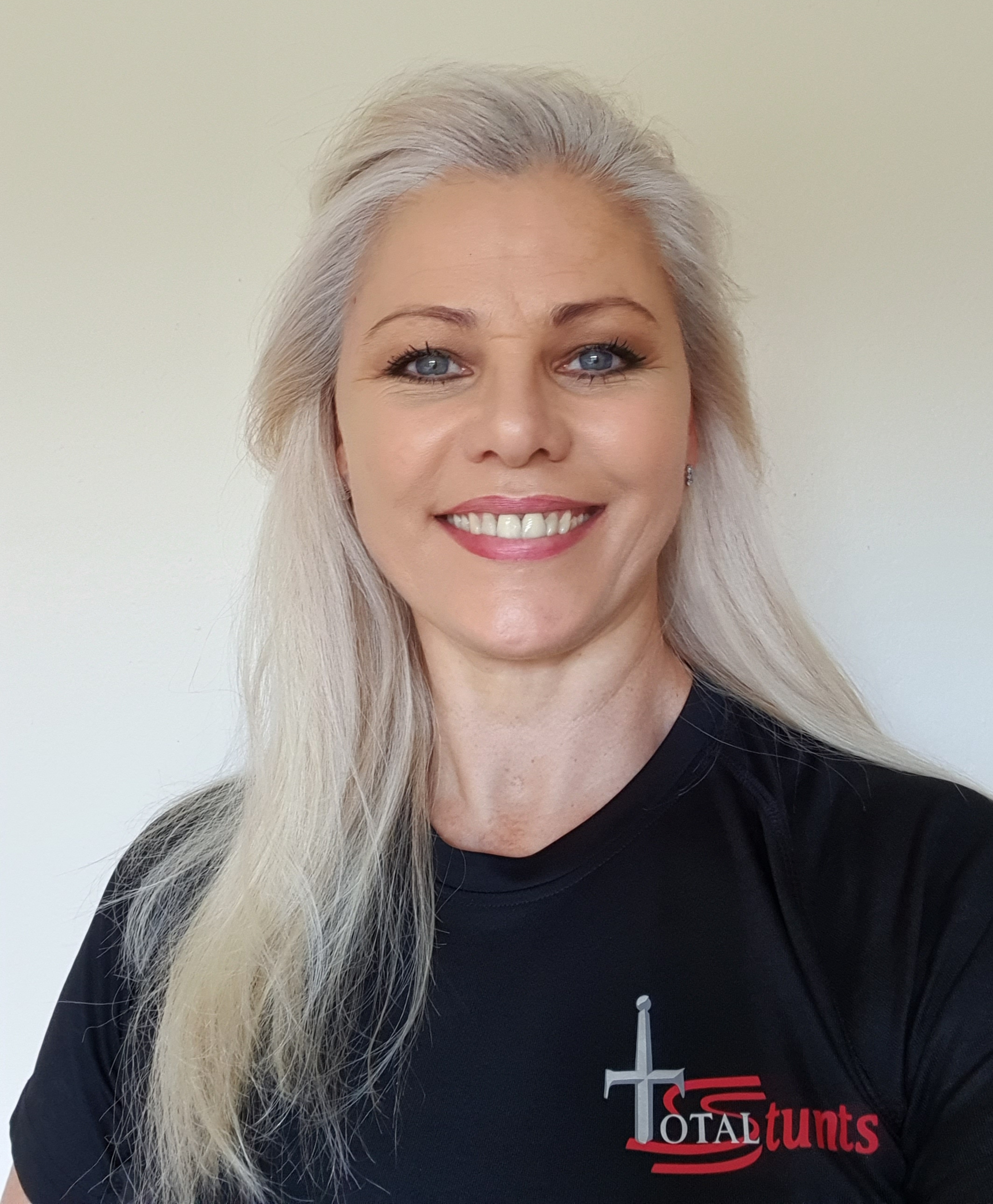
Lee-Anne Liebenberg

Lee-Anne Liebenberg (* 9. Dezember 1982 in Südafrika) ist eine Stuntfrau, Kampfkünstlerin und Schauspielerin.

## Karriere
Lee-Anne Liebenberg hatte Rollen in Fernsehserien wie zum Beispiel Gerichtsmediziner Dr. Leo Dalton oder Charlie Jade. 2004 spielte sie im US-Actionfilm Wake of Death neben Jean-Claude Van Damme. 2008 spielte sie im britischen Science-Fiction-Actionthriller Doomsday – Tag der Rache neben Rhona Mitra und Malcolm McDowell die Rolle der Viper.

## Filmografie (Auswahl)

### Als Stuntfrau
- 1993: Yankee Zulu
- 1994: Cyborg Cop II
- 1994: Shadowchaser II
- 1994: Never Say Die
- 1995: Astrocop
- 1996: Warhead
- 1996: Orion’s Key
- 1998: The Sweeper – Land Mines (Sweepers)
- 2001: Askari
- 2002: Air Panic (Panic)
- 2003: Consequence
- 2005: Slipstream – Im Schatten der Zeit (Slipstream)
- 2005: Supernova – Wenn die Sonne explodiert (Supernova, Fernsehfilm)
- 2006: The Breed – Räudige Meute (The Breed)
- 2008: Gerichtsmediziner Dr. Leo Dalton (Silent Witness, Fernsehserie, 2 Episoden)
- 2009: District 9
- 2015: Chappie
- 2015: Avengers – Age of Ultron
- 2016: Resident Evil – The Final Chapter
- 2017: Maschinenland – Mankind Down (Revolt)

### Als Schauspielerin
- 1994: Fleshtone
- 1996: Warhead
- 1999: Shark Attack (Fernsehfilm)
- 2004: Wake of Death
- 2005: Charlie Jade (Fernsehserie, 1 Episode)
- 2008: Doomsday – Tag der Rache (Doomsday)
- 2010: Death Race 2
- 2014: Impunity
- 2017: Blood Drive (Fernsehserie, 1 Episode)
- 2020: Rogue